# Municipio de Fossum
El municipio de Fossum (en inglés: Fossum Township) es un municipio ubicado en el condado de Norman en el estado estadounidense de Minnesota. En el año 2010 tenía una población de 156 habitantes y una densidad poblacional de 1,67 personas por km².

## Geografía
El municipio de Fossum se encuentra ubicado en las coordenadas 47°16′43″N 96°8′7″O / 47.27861, -96.13528. Según la Oficina del Censo de los Estados Unidos, el municipio tiene una superficie total de 93.32 km², de la cual 92,43 km² corresponden a tierra firme y (0,95 %) 0,89 km² es agua.

## Demografía
Según el censo de 2010, había 156 personas residiendo en el municipio de Fossum. La densidad de población era de 1,67 hab./km². De los 156 habitantes, el municipio de Fossum estaba compuesto por el 93,59 % blancos, el 2,56 % eran amerindios y el 3,85 % eran de una mezcla de razas. Del total de la población el 0 % eran hispanos o latinos de cualquier raza.